# العلاقات الدومينيكانية الكندية
العلاقات الدومينيكانية الكندية هي العلاقات الثنائية التي تجمع بين جمهورية الدومينيكان وكندا.

## مقارنة بين البلدين
هذه مقارنة عامة ومرجعية للدولتين:
| وجه المقارنة                                              | جمهورية الدومينيكان | كندا                     |
| --------------------------------------------------------- | ------------------- | ------------------------ |
| المساحة (كم2)                                             | 48.67 ألف           | 9.98 مليون               |
| عدد السكان (نسمة)                                         | 10.40 مليون         | 35.70 مليون              |
| الكثافة السكانية (ن./كم²)                                 | 213.68              | 3.58                     |
| العاصمة                                                   | سانتو دومينغو       | أوتاوا                   |
| اللغة الرسمية                                             | اللغة الإسبانية     | لغة إنجليزية، لغة فرنسية |
| العملة                                                    | بيزو دومنيكاني      | دولار كندي               |
| الناتج المحلي الإجمالي (بليون دولار)                      | 75.93 مليار         | 1.65 تريليون             |
| الناتج المحلي الإجمالي (تعادل القوة الشرائية) بليون دولار | 149.89 مليار        | 1.59 تريليون             |
| الناتج المحلي الإجمالي الاسمي للفرد دولار أمريكي          | 6.47 ألف            | 43.25 ألف                |
| الناتج المحلي الإجمالي للفرد دولار أمريكي                 | 13.26 ألف           | 45.07 ألف                |
| مؤشر التنمية البشرية                                      | 0.715               | 0.913                    |
| رمز المكالمات الدولي                                      | +1809، +1829، +1849 | +1                       |
| رمز الإنترنت                                              | .do                 | .ca                      |
| المنطقة الزمنية                                           | 00                  |                          |

## منظمات دولية مشتركة
يشترك البلدان في عضوية مجموعة من المنظمات الدولية، منها:
| علم المنظمة | اسم المنظمة                        | تاريخ انضمام جمهورية الدومينيكان | تاريخ انضمام كندا |
| ----------- | ---------------------------------- | -------------------------------- | ----------------- |
|             | مؤسسة التنمية الدولية              | 16 نوفمبر 1962                   | 24 سبتمبر 1960    |
|             | المنظمة الهيدروغرافية الدولية      | ?                                | ?                 |
|             | يونسكو                             | 4 نوفمبر 1946                    | 4 نوفمبر 1946     |
|             | مؤسسة التمويل الدولية              | 31 أكتوبر 1961                   | 20 يوليو 1956     |
|             | منظمة حظر الأسلحة الكيميائية       | ?                                | ?                 |
|             | الأمم المتحدة                      | 24 أكتوبر 1945                   | 9 نوفمبر 1945     |
|             | منظمة الشرطة الجنائية الدولية      | ?                                | ?                 |
|             | البنك الدولي للإنشاء والتعمير      | 18 سبتمبر 1961                   | 27 ديسمبر 1945    |
|             | الاتحاد البريدي العالمي            | ?                                | ?                 |
|             | وكالة ضمان الاستثمار متعدد الأطراف | 7 مارس 1997                      | 12 أبريل 1988     |
|             | المنظمة الدولية للفرنكوفونية       | ?                                | ?                 |
|             | منظمة التجارة العالمية             | ?                                | ?                 |

## أعلام
هذه قائمة لبعض الشخصيات التي تربطها علاقات بالبلدين:
- أوسكار تافيراس (لاعب كرة قاعدة من جمهورية الدومينيكان، 19 يونيو 1992[19] – 26 أكتوبر 2014[19])

## وصلات خارجية
- موقع وزارة الخارجية الكندية